# Kärlek tur & retur
Kärlek tur & retur, fransk film från 2004.

## Handling
Med början bakifrån vid skilsmässan följs relationen mellan Marion och Gilles i fem avsnitt.

## Om filmen
Valeria Bruni Tedeschi vann Pasinettipriset vid Filmfestivalen i Venedig 2004.

## Rollista (i urval)
- Valeria Bruni Tedeschi - Marion
- Stéphane Freiss - Gilles
- Géraldine Pailhas - Valérie
- Françoise Fabian - Monique
- Michael Lonsdale - Bernard
- Antoine Chappey - Christophe
- Jean-Pol Brissart - Domaren

## DVD
Filmen gavs ut på DVD 2005.